# NTT ExCパートナー
株式会社NTT ExCパートナー（エヌティティ エクシーパートナー）は、東京都千代田区にあるNTTグループの企業。旧社名:エヌ・ティ・ティ・ビジネスアソシエ株式会社（NTTビジネスアソシエ）。

## 概要
NTTグループの間接業務のシェアードサービス会社。
主に経理・財務、人事・給与、福利厚生、社宅手配・管理代行、年金、健康保険等の分野を扱う。
1991年にNTTグループの社宅手配・管理代行を行うNTTリビング株式会社として設立され、1999年に事業拡大に伴い社名を現名称に変更。外販にも力を入れており、NTTグループ以外の会社に対してもシェアードサービスセンター設立コンサルティング、間接業務効率化コンサルティング、社宅管理代行業務、給与支給業務アウトソーシングサービス等の提供を行っている。
2008年4月に、IQPC（International Quality & Productivity Center）が主催した「シェアードサービスウィーク2008」において米国シェアードサービス最優秀企業賞（Best Mature Shared Services Organization）を日本企業として初めて受賞。
2023年7月1日にNTTラーニングシステムズと経営統合。2023年8月9日にエヌ・ティ・ティ・ビジネスアソシエ株式会社から株式会社NTT ExCパートナーに商号変更した。

## 関係会社
- 株式会社エヌ・ティ・ティ・ビジネスアソシエ東日本 - 東京都大田区
- 株式会社エヌ・ティ・ティ・ビジネスアソシエ西日本 - 大阪府大阪市中央区
- 株式会社NTTビジネスアソシエ・パートナーズ - 東京都中央区日本橋本石町 - 2023年8月9日吸収合併
- エヌ・ティ・ティ ラーニングシステムズ株式会社 - 東京都港区南麻布 - 2023年8月9日吸収合併